# Natalia Negru
Natalia Negru  (n. 5 decembrie 1882, Buciumeni, Galați, d. 2 septembrie 1962, Tecuci) a fost o profesoară, poetă, prozatoare și traducătoare, membru fondator al Societății Scriitorilor Români.

## Biografie
A fost primul dintre cei doi copii ai institutorului Avram Negru, proprietar al unei mici podgorii, și ai soției acestuia Elena, născută Dimitrescu. Cel de al doilea copil a fost medicul, profesor universitar Dimitrie Negru. Mama lor se trăgea dintr-o veche familie de răzeși moldoveni din ținutul Tecuciului, era sora lui Ion Dumitrescu, profesor, prietenul lui Iorgu Iordan. 

## Studii
A urmat gimnaziul la Galați. În anul școlar 1895-1896 era elevă în clasa a III-a la Institutul Philippide din Galați. A urmat studiile liceale la Școala Centrală din București. În 1901 se înscrie la Facultatea de Litere si Filosofie, secția filosofie-istorie, a Universității din Bucureșt, pe care o va absolvi în 1908. Are printre profesori pe Mihai Dragomirescu, Nicolae Iorga, Dimitrie Onciul, Ovid Densușianu, Pompiliu Eliade, Simion Mehedinți, Ioan Crăciunescu, Dimitrie Evolceanu, Ion Bianu, Titu Maiorescu. A absolvit facultatea de litere din București, pentru limbile franceză și germană în anul 1908.

## Căsătoria cu St.  O. Iosif. Activitate literară
În timpul studenției, fiind cititoare la Biblioteca Fundației Universitare, îl cunoaște pe Ștefan Octavian Iosif, care era, pe atunci, custode al Bibliotecii. Natalia Negru prezentase, cu succes, la seminarul profesorului de estetică Mihai Dragomirescu, o lucrare despre Doina lui Iosif. Natalia povestește: „Când a auzit Steo ce succes a avut Doina lui la seminar, a fluierat toată ziua de bucurie... A căutat să mă cunoască, mi-a mulțumit și mi-a cerut niște poezii, pe care i le-am dat, iar el a ales dintre ele una, Străbunica, pe care a publicat-o la loc de cinste în Sămănătorul". Este debutul ei de poetă, bine apreciat. St. O. Iosif îi relatează lui Zaharia Bârsan, într-o scrisoare, fericit, dragostea lui pentru Natalia Negru, cu care se considera ca și logodit. Se logodesc, romantic, cu inele din două fire de iarbă, la 1 mai 1903. Tatăl Nataliei, Avram Negru, i-a construit acesteia o casă la Tecucel, pe care i-a dat o ca zestre, împreună cu o vie de vreo trei hectare. Natalia se ocupa personal de îngrijirea viei. Întregul sezon al muncilor specifice viei, stătea la Tecucel. Steo admiră dragostea pasionată de neam, duioșia ei adâncă când povestește despre frumusețile locurilor natale. La 2 mai 1904 cei doi îndrăgostiți se logodesc oficial, „schimbă inelele" cum spune Iosif. În iulie 1904 Natalia Negru se căsătorește cu St. O. Iosif. Căsătoria civilă are loc la Galați, la 25 iulie. Căsătoria religioasă și petrecerea de nuntă au loc în același an, la Tecucel, la 29 iulie. Slujba religioasă este săvârșită de bunicul matern al miresei, părintele Toma Dimitrescu. Dintre participanții la nuntă, Nicolae Iorga și Mihail Sadoveanu au publicat relatări. Dintre prieteni au mai participat: Arthur Gorovei, Constantin Sandu-Aldea, Ion Scurtu, Ioan A. Bassarabescu, Victor Ion Popa, pictorul Kimon Loghi. Nicolae Iorga a dăruit tinerilor soți, ca dar de nuntă, revista Sămănătorul. Nunta a durat trei zile, o zi fiind rezervată vizitării mânăstirilor și unei petreceri pe malul Siretului. În 20 august 1905 se naște Corina, fiica Nataliei și a lui St. O. Iosif.  În Viața Românească, nr. 8 din august 1908, apar Sonetele rusticane, scrise probabil de Iosif, descriind viața de la gospodăria Nataliei Negru din Tecucel. În anul 1908 Dimitrie Anghel și Iosif publică comedia Cometa. Poetul Column, așezat, duios, o pierde pe Roro, așa cum Iosif o va pierde pe Natalia. Tity Roznov, cometa, tânăr spiritual și plin de vervă, îndrăgostit fără patetism, dar insistent și cuceritor, fiu de moșier, bogat în fantezie dar și în bunuri materiale, e un alter ego al lui Dimitrie Anghel. Iosif și-a scris cu propria mână sentința într-un proces sentimental, desigur fără să-și dea seama. În anul 1909, apare volumul de cântece al Nataliei Negru intitulat O primăvară, cuprinzând versuri apreciate de critică drept „idilice și confesive". Natalia Negru "luminase unele șezători ale Academiei Bârlădene, ținute fie la Bârlad, fie în unele târguri ori sate din apropiere, ca Iveștii, Corodul și Berheciul". Colaborează la revistele „Viața Românească", „Minerva", „Cumpăna", „Flacăra", „Cronica" cu articole, poezii și pagini de proză.
La 2 septembrie 1909 este înființată „Societatea Scriitorilor Români". Natalia și St. O. Iosif fac parte dintre inițiatori și sunt membri fondatori, împreună cu Nicolae Iorga, Dimitrie Anghel și alții. În anul 1913, este aleasă în comitetul de conducere al Societății Scriitorilor Români.
În vara lui 1910 St. O. Iosif și Natalia Negru se înstrăinează. Ultima colaborare a lui Iosif cu Anghel este traducerea fabulei Leul și musca de La Fontaine. Prin lunile aprilie-mai 1910 s-a produs ruptura definitivă dintre Iosif și Anghel.

## Divorțul. Căsătoria cu Dimitrie Anghel
Natalia începe acțiunea de divorț față de Iosif la 11 noiembrie 1910, la Tribunalul Ilfov. Sentința este dată la 21 iunie 1911. Divorțul este pronunțat în favoarea soției reclamante, deoarece două scrisori ale lui Iosif, datate 15 octombrie și 15 noiembrie 1910, demonstrau părăsirea de către el a căminului conjugal, ceea ce era "o insultă destul de gravă pentru reclamantă". Natalia călătorește la Paris, în decembrie 1910, împreună cu Corina. Se pare că motivul declarat al călătoriei era pentru a-și îngriji sănătatea. Scrie despre o eventuală internare în sanatoriu. La 31 decembrie îi scrie lui Steo că ar dori să vină și el la Paris, și să aibă, împreună o lună de fericire. Divorțul nu se pronunțase, și este evident că Natalia ar fi dorit să se împace cu Steo. Rezultă de aici cât de greu a luat hotărârea de a se despărți de el. E ușor de presupus că dacă cel care ar fi venit, la sugestia Nataliei, la Paris ar fi fost Steo și nu Anghel, despărțirea nu s-ar mai fi produs. Însă St. O. Iosif nu vine la Paris. În schimb va veni aici, după un timp, Anghel. Ion Roman scrie: „Dimitrie Anghel, spirit aprins și demonic, ucidea o prietenie pentru o dragoste cu sfârșit tragic". Natalia se căsătorește, la 3 noiembrie 1911, cu Dimitrie Anghel. În jurul soților Anghel se creează o atmosferă tensionată. St. O. Iosif era apreciat pentru valoarea întregii sale opere poetice, dar și pentru firea lui de poet romanic și plin de sensibilitate. Această atmosferă este accentuată după moartea, la 22 iunie 1913, în spital, a lui St. O. Iosif. La 28 ianuarie 1914, Natalia Negru devine membru asociat la expoziția societății „Tinerimea artistică". Datorită firii lui Anghel, căsătoria Nataliei cu el cunoștea frecvente certuri violente, de regulă provocate de gelozie. George Călinescu descrie astfel pe Dimitrie Anghel: „Cine privește fața lui Anghel înțelege aceste furori orientale: ochi migdalați, blânzi și fini, însă străvezii, exaltați, față inverosibil de prelungă, de hidalgo, greco-spaniolă ca fizionomiile fanatice ale lui El Greco. El e de o gelozie arabă și la simpla impresie că o recenzentă n-a cruțat literatura nevestei aruncă furibund ocara, tot din lumea florilor <<vâzdoagă>>. Lovea femeia cu o floare. Oricâte vini s-ar pune în sarcina femeii, este vădit că fanaticul erotic ce furase soția prietenului fără apărare nu era un om comod. O ținea închisă cu cheia în casă, nu voia să meargă nicăieri, nici să primească pe nimeni; provoca lumea la duel". După o certă prelungită o zi și o noapte, pornită de la un incident cu totul minor și lipsit de orice reală semnificație, în dimineața zilei de  27 octombrie 1914, Dimitrie Anghel, aflat într-o criză de anxietate extremă, se împușcă în piept, după ce trăsese un foc care a rănit-o pe Natalia. Drama are loc în locuința lor de la Tecucel. Primul ajutor medical le este acordat la Tecucel. Dus la spital la Iași, unde este sub îngrijirea fratelui său, doctorul Paul Anghel, Dimitrie Anghel moare de septicemie, provocată de infectarea rănii pe care singur și-o provocase. Data morții este 13 noiembrie 1914. Natalia este îngrijită și ea tot de dr. Paul Anghel, care i-a extras glonțul. Participă la înmormântarea lui Dimitrie Anghel, la Iași.

## Moartea Corinei. Continuarea activității literare
Corina moare la 13 septembrie 1916, ucisă de o schijă provenită da la o bombă aruncată din zeppelinul german care bombarda Bucureștiul. După moartea Corinei, frontul apropiindu-se de București, Natalia a plecat la Tecucel, unde a locuit în continuare. În memoria celor doi poeți, foștii săi soți, ea a fost, împreună cu învățătorul Dimitrie Armencea, sufletul înființării „Fundației Corina și St. O. Iosif", cu un cămin cultural la Buciumeni, județul Galați. A donat acestei fundații 365 de volume. A continuat să publice în revistele „Rampa", „Adevărul literar și artistic", „Universul literar", „Universul copiilor", „Revista scriitoarelor și scriitorilor români". Timp de mai bine de zece ani, cam între 1935 și 1945, Natalia Negru nu a părăsit Tecucelul, locuind aici permanent, indiferent de sezon. După 1945, a locuit alternativ la Tecucel și la Tecuci. Unul dintre vizitatorii ei târzii, medicul Constantin Dimoftache (C. D. Zeletin), o găsește, în iarna lui 1959, lucrând la revizuirea unei vechi traduceri a Metamorfozelor lui Ovidiu. El mai menționează că lucra la un poem, Nirvana, inspirat din filosofia indiană, glosând în jurul unei entități abstracte, Nath. A murit la 2 septembrie 1962, la Tecuci în casa ei din strada George Coșbuc.

## Lucrări publicate
- „O primăvară”, București, 1909
- „Sunt lacrimae rerum. Mărturisiri”, Almanahul Societății Scriitorilor Români, 1912
- „Mărturisiri”, București, Editura Institutului Flacăra, 1913
- „Helianta. Două vieți stinse. Mărturisiri”, Iași, Editura Viața Românească, 1921
- „Legenda”, București, Editura literară a Casei Școalelor, 1922
- „Amazoana, Femeia prin veacuri”, București, Editura Adeverul, Biblioteca "Dimineața", nr. 35, [1925]
- „Și iată, mă gândesc la voi ...”, Adevărul literar și artistic, IX, nr. 419, 16 decembrie 1928

- „St. O. Iosif, Domnița mea erai”, Editura Universala Alcalay & Co, [1930]

## Traduceri
- André Theuriet - Mănunchiul de rugioare, București, Institutul de arte grafice Minerva, 1909
- Prosper Mérimée - Colomba, București, Biblioteca Minervei, vol. I, nr. 28, vol. II, nr. 29, 1909
- N.-P.-S. Wiseman - Fabiola sau Biserica din catacombe, București, 1911
- Maurice Maeterlink - Steaua, București, 1912
- Henrieta Harkort - Califul Barză, București, 1921
- Hans Christian Andersen - Prichindel închide ochii, București, 1925
- Hans Christian Andersen - Ionică Haplea și alte povestiri, București, Imprimeria Fundației Culturale Principele Carol, 1926
- Gustave Aimard - Robinson Alpinist, București, Casa Școalelor, 1930